# The Wailing Wailers at Studio One
Albums de The Wailers
Soul Rebels
(1970)
The Wailing Wailers est un album compilant douze titres parmi la centaine de morceaux enregistrés par les Wailers (Bob Marley, Peter Tosh, Bunny Livingston, Beverley Kelso, Constantine Walker) au Studio One pour Clement Dodd entre juillet 1964 et août 1966.

## Titres
| 1. | I'm Gonna Put It On    | Marley                   | 1965 |  |
| 2. | I Need You             | Marley                   | 1964 |  |
| 3. | Lonesome Feeling       | Marley/Livingston        | 1964 |  |
| 4. | What's New Pussycat?   | Bacharach/David          | 1965 |  |
| 5. | One Love               | Mayfield                 | 1965 |  |
| 6. | When The Well Runs Dry | Traduction de Livingston | 1966 |  |

| 1. | Ten Commandments Of Love | Paul              | 1965 |  |
| 2. | Rude Boy                 | Marley            | 1965 |  |
| 3. | It Hurts To Be Alone     | Marley            | 1964 |  |
| 4. | Love And Affection       | Marley/Livingston | 1965 |  |
| 5. | I'm Still Waiting        | Marley            | 1965 |  |
| 6. | Simmer Down              | Marley            | 1964 |  |

## Musiciens
The Skatalites puis The Soul Brothers
- Batterie - Lloyd Knibbs
- Basse - Lloyd Brevett
- Guitar - Jerome Haines,  Lyn Taitt, Ernest Ranglin sur It Hurts To Be Alone
- Clavier - Jackie Mittoo
- Saxophone tenor - Roland Alphonso, Tommy Mc Cook
- Saxophone alto - Lester Sterling
- Saxophone baryton - Dennis Campbell
- Trombone - Don Drummond
- Trompette - Johnny Moore